# Безуглый, Иван Семёнович
Иван Семёнович Безуглый (23 октября 1897 года, село Заерок, ныне Старобельский район, Луганская область — 4 декабря 1983 года, Москва) — советский военный деятель, Генерал-лейтенант (1944 год).

## Биография
Иван Семёнович Безуглый родился 23 октября 1897 года в селе Заерок ныне Старобельского района Луганской области.

### Первая мировая и гражданская войны
С мая 1916 по февраль 1918 года служил в Российском императорском флоте. В 1916 году окончил школу сигнальщиков Черноморского флота в Севастополе. В чине матроса 1-й статьи служил в береговой службе связи флота в Новороссийске. В июне 1918 года демобилизовался и уехал в Поворино.
С июня 1918 года служил в рядах РККА. В ходе Гражданской войны командовал взводом в Кексгольмском полку. С августа 1918 года служил красноармейцем ЧК в Балашове, затем командовал ротой во 2-й бригаде Украинского фронта, особой группе Харьковского направления и Заднепровской Украинской советской дивизии. С июня 1919 года служил в 16-й стрелковой дивизии имени В. И. Киквидзе на должностях инструктора политотдела дивизии, военкома 137-го Тамбовского стрелкового полка, политического комиссара 140-го, 137-го и 138-го стрелковых полков.
Принимал участие в боях на Южном фронте против войск под командованием генерала А. И. Деникина на реке Северский Донец и в районе Острогожска. Принимал участие в августовском контрнаступлении, в Воронежско-Касторненской операции и наступлении в Донской области, Ростово-Новочеркасской, Доно-Манычской, Тихорецкой и Кубано-Новороссийской операциях. В ходе советско-польской войны воевал на Западном фронте на полоцком, островском и минском направлениях. В 1920 году в боях был дважды ранен. Приказом РВС № 160—1922 г. за боевые отличия был награждён орденом Красного Знамени.

### Межвоенное время
С окончанием войны Безуглый продолжил служить в 16-й стрелковой дивизии на должности военкома 48-го стрелкового полка. По окончании Военно-политического семинара военных комиссаров в Петрограде в марте 1923 года служил в 47-м стрелковом полку этой же дивизии, где исполнял должность военкома и временно исполняющего должность командира полка. С октября 1924 по август 1925 года проходил обучение на курсах усовершенствования комсостава «Выстрел». В октябре 1926 года Безуглый был переведён в 46-й стрелковый полк этой же дивизии, где исполнял должность военкома полка, а с марта 1928 года служил на должностях командира и комиссара этого полка.
С октября 1929 по апрель 1930 года проходил обучение на курсах доподготовки командиров-единоначальников в Ленинграде.
С декабря 1931 года был слушателем КУКС ВВС РККА при Военно-воздушной академии РККА имени Н. Е. Жуковского, по окончании которых в мае 1932 года был назначен на должность помощника командира 21-й авиационной бригады по материальному обеспечению. В июне 1933 года был назначен на должность командира авиаполка 3-й воздушно-десантной бригады, в декабре — на должность помощника командира этой бригады, а в октябре 1938 года — на должность командира 201-й воздушно десантной бригады, успешно участвовавшей в составе 15-й армии в ходе в советско-финской войны. За отвагу и мужество, проявленные в боях, Иван Семёнович Безуглый был награждён вторым орденом Красного Знамени.

### Великая Отечественная война
В июне 1941 года был назначен на должность командира 5-го воздушно-десантного корпуса (Северо-Западный фронт). В ходе приграничных сражений с 26 июня по 3 июля корпус в составе оперативной группы под командованием генерала С. Д. Акимова вел тяжёлые оборонительные бои против 4-й танковой группы противника в районе Даугавпилса, а затем отступал на псковском, затем холмском и далее демянском направлениях. В начале октября 1941 года корпус остановил наступление противника на рубеже озёр Велье и Селигер. С октября 1941 года генерал-майор Безуглый формировал 9-й воздушно-десантный корпус (ПриВО). 30 марта 1942 года за использование боевых самолётов в личных целях, невыполнение в срок приказов Военного совета ВДВ о передаче самолётов другим соединениям Иван Семёнович Безуглый был отстранён от занимаемой должности, а в июне был понижен в воинском звании до полковника.
В июне 1942 года был назначен на должность командира 32-й стрелковой дивизии, занимавшей с декабря 1942 года оборону северо-восточнее города Демидов. С 27 января 1943 года находился на лечении в госпитале в Москве в связи с полученным ранением. В марте Безуглый был назначен исполняющим должность командира 158-й стрелковой дивизии, которая под его командованием участвовала в Ржевско-Вяземской, Духовщинско-Демидовской и Смоленской операциях. 1 сентября 1943 года был восстановлен в воинском звании «генерал-майор». С 20 октября 1943 года дивизия принимала участие в наступлении на витебском направлении.
В январе 1944 года был назначен на должность командира 5-го гвардейского стрелкового корпуса, участвовавшего в Витебско-Оршанской, Каунасской, Мемельской, Восточно-Прусской операциях и освобождении городов Каунас, Таураге и других. За прорыв укрепленной полосы обороны противника на подступах к Витебску и уничтожение группировок неприятеля Иван Семёнович Безуглый был награждён орденом Суворова 2-й степени. В январе 1945 года корпус прорвал Инстербургский оборонительный рубеж, обеспечив освобождение Кёнигсберга. За умелую организацию боевых сражений на этом рубеже и форсирование реки Дайме был награждён орденом Богдана Хмельницкого 2-й степени. 25 февраля Безуглый был ранен и эвакуирован в госпиталь, и по окончании лечения с конца апреля вновь был назначен на должность командира 5-го гвардейского стрелкового корпуса. Боевые действия в ходе Великой Отечественной войны корпус завершил во время Земландской операции.
С окончанием войны в мае 1945 года корпус в составе 39-й армии был выведен в резерв Ставки ВГК, а затем передислоцирован в Монголию, где был включён в состав Забайкальского фронта. В августе корпус под командованием Безуглого принимал участие в Хингано-Мукденской наступательной операции во время советско-японской войны. В ходе операции корпус силами подвижной группы и передовых отрядов разгромил противника, прикрывавшие подступы к перевалам Большого Хингана, а затем принимал участие в овладении городов Улан-Хото, Солунь и Чанчунь. За умелое командование корпусом в боях с японскими войсками Иван Семёнович Безуглый был представлен к званию Героя Советского Союза, но награждён орденом Кутузова 1 степени.

### Послевоенная карьера
С окончанием войны генерал-лейтенант Безуглый продолжил командовать корпусом. С января 1947 года находился в распоряжении Управления кадров СВ, а затем был направлен на учёбу на ВАК при Высшей военной академии имени К. Е. Ворошилова, по окончании которых в феврале 1948 года был назначен на должность командира 39-го гвардейского воздушно-десантного корпуса, а в феврале 1950 года — на должность помощника командующего 11-й гвардейской армией Прибалтийского военного округа.
С декабря 1952 года генерал-лейтенант Иван Семёнович Безуглый находился в распоряжении ГУК Советской Армии, а в июне 1953 года вышел в отставку. Умер 4 декабря 1983 года в Москве. Похоронен на Ваганьковском кладбище.

## Воинские звания
- Полковник (1936);
- Комбриг (4.11.1939);
- Генерал-майор (4.06.1940)[2][3];
- Полковник (06.1942);
- Генерал-майор (1.09.1943);
- Генерал-лейтенант (15.07.1944).

## Награды
- Орден Ленина (21.02.1945);
- Четыре ордена Красного Знамени (1922, 20.05.1940, 03.11.1944, 24.06.1948);
- Орден Кутузова 1-й степени (08.09.1945);
- Два ордена Суворова 2-й степени (22.09.1943, 03.07.1944);
- Орден Богдана Хмельницкого 2-й степени (15.04.1945)
- Медали;
- Иностранный орден.